# 요시나레 다카야
요시나레 다카야(일본어: 吉馴 空矢, 2001년 6월 7일~)는 일본의 축구 선수이다.

## 구단 경력
그는 J1리그의 세레소 오사카에 입단했다. 2019년부터 2020년까지 J3리그의 세레소 오사카 U-23에서 뛰었다. 2021년 J3리그의 가마타마레 사누키로 이적했다. 2022년 일본 풋볼 리그의 FC 오사카로 이적했다. 2022년 일본 풋볼 리그 준우승으로 J3리그로 승격했다.